# Gábor Bányai
Dans le nom hongrois Bányai Gábor, le nom de famille précède le prénom, mais cet article utilise l’ordre habituel en français Gábor Bányai, où le prénom précède le nom.
Gábor Bányai, né le 27 août 1969 à Budapest, est une personnalité politique hongroise, député à l'Assemblée hongroise, membre du groupe Fidesz-KDNP.